# Lista de supercentenários finlandeses
Esta é uma lista dos supercentenários finlandeses (pessoas de Finlândia que tenham atingido a idade de 110 anos). Houve sete supercentenários verificados da Finlândia. A pessoa mais velha da Finlândia foi Maria Rothovius, que morreu em 2000, com idade de 112 anos e 259 dias. O homem mais velho da Finlândia foi Aarne Arvonen, que morreu em 2009, com idade de 111 anos e 150 dias. A partir de 23 de janeiro de 2017, não há supercentenários vivos na Finlândia. 
Todos os supercentenários finlandeses nasceram em uma época em que a Finlândia foi um estado autônomo do Império Russo.

## Supercentenários finlandeses
| Classificação | Nome              | Sexo | Data de nascimento     | Data de Morte          | Idade               | Região ou país de nascimento | Região da morte    |
| ------------- | ----------------- | ---- | ---------------------- | ---------------------- | ------------------- | ---------------------------- | ------------------ |
| 1             | Maria Rothovius   | F    | 02 de outubro de 1887  | 17 de junho de 2000    | 112 anos e 259 dias | Uusimaa                      | Pirkanmaa          |
| 2             | Hilda Häkkinen    | F    | 18 de março de 1894    | 31 de dezembro de 2005 | 111 anos e 288 dias | Ostrobótnia do Sul           | Ostrobótnia do Sul |
|               | Selma Tuominen    | F    | 19 de julho de 1903    | 12 de abril de 2015    | 111 anos e 267 dias | Finlândia Própria            | Finlândia Própria  |
| 3             | Aarne Arvonen     | M    | 04 de agosto de 1897   | 01 de janeiro de 2009  | 111 anos e 150 dias | Uusimaa                      | Uusimaa            |
| 4             | Fanny Nyström     | F    | 30 de setembro de 1878 | 31 de agosto de 1989   | 110 anos e 335 dias | Finlândia Própria            | Finlândia Própria  |
| 5             | Anna Hagman       | F    | 27 de dezembro de 1895 | 18 de abril de 2006    | 110 anos e 112 dias | Ilhas Åland                  | Ilhas Åland        |
| 6             | Andrei Kuznetsoff | M    | 17 de outubro de 1873  | 31 de janeiro de 1984  | 110 anos e 106 dias | Rússia                       | Savônia do Sul     |
| 7             | Elsa Tilkanen     | F    | 26 de setembro de 1896 | 05 de dezembro de 2006 | 110 anos e 70 dias  | Finlândia Própria            | Finlândia Própria  |
|               | Helvi Kärki       | F    | 7 de dezembro de 1906  | 23 de janeiro de 2017  | 110 anos e 47 dias  | Pirkanmaa                    | Taváscia Própria   |

### Supercentenários emigrantes finlandeses
| Classificação | Nome         | Sexo | Data de nascimento | Data de morte        | Idade              | Região de nascimento | País de morte                  |
| ------------- | ------------ | ---- | ------------------ | -------------------- | ------------------ | -------------------- | ------------------------------ |
|               | Suoma Korkee | F    | 30 de maio de 1886 | 15 de agosto de 1998 | 112 anos e 77 dias | Satakunta            | Estados Unidos (Massachusetts) |

## Pessoas

### Maria Rothovius
Maria Rothovius (2 de outubro de 1887 – 17 de junho de 2000) foi uma supercentenária finlandesa que é registrada como a pessoa mais velha da história da Finlândia. Ela morreu em 2000 aos 112 anos e 259 dias.
Rothovius era a terceira filha de seus pais. Depois de visitar o Business College Helsinki, ela levou para o setor bancário, onde ela trabalhou ao longo de sua vida profissional. Ela trabalhou em bancos em vários locais. Desde então, Maria Rothovius trabalhou, inter alia, como agente de bem-estar das pessoas e manteve o dormitório dos alunos na cidade natal de Ikaalinen.

### Hilda Häkkinen
Hilda Häkkinen (18 de março de 1894 – 31 de dezembro de 2005) foi uma supercentenária finlandesa.
Häkkinen nasceu em 18 de março de 1894 na Ostrobótnia do Sul, na Finlândia, e morreu na mesma região em 31 de dezembro de 2005 aos 111 anos e 288 dias. No momento da sua morte, ela era a pessoa viva mais velha da Finlândia. Ela continua a ser a pessoa mais velha da história da Ostrobótnia do Sul e a segunda pessoa mais velha da história da Finlândia.

### Selma Tuominen
Selma Tuominen (19 de julho de 1903 – 12 de abril de 2015) foi uma supercentenária finlandesa que atualmente não é verificada pelo Gerontology Research Group (GRG).
Selma nasceu em 19 de julho de 1903 em uma pequena fazenda em Askainen, na Finlândia. Trabalhou na fazenda. Em 1925, ela se casou com Vilho Tuominen (1902-1983) e eles tiveram uma filha: Aila Ahtola (nascida em 1927). Sua filha ainda estava viva no 109º aniversário de Selma. Selma se aposentou com a cidadania estónia. Ela nunca fumou cigarros e nunca bebeu álcool. Ela mudou-se para uma casa de repouso aos 104 anos e morou lá até sua própria morte em 12 de abril de 2015 aos 111 anos e 267 dias.

### Aarne Arvonen
Aarne Armas "Arska" Arvonen (4 de agosto de 1897 – 1 de janeiro de 2009) foi um supercentenário finlandês. Ele era o homem finlandês mais velho de todos os tempos, e também era o último veterano sobrevivente da Guerra civil finlandesa (1918).Ele se tornou a pessoa viva mais velha da Finlândia em 5 de dezembro de 2006 após a morte de Elsa Tilkanen. Ele foi um dos fundadores da Associação de Astrônomos Finlandeses Amadores (Ursa). Ele morreu em 1 de janeiro de 2009 aos 111 anos e 150 dias.

### Fanny Nyström
Fanny Nyström (30 de setembro de 1878 – 31 de agosto de 1989) foi uma supercentenária finlandesa. Nyström foi a primeira mulher supercentenária verificada da Finlândia, bem como a pessoa mais velha da história da Finlândia e uma das pessoas mais velhas da história dos países nórdicos.

### Anna Hagman
Anna Josefina Nordström Hagman (27 de dezembro de 1895 – 18 de abril de 2006) foi uma supercentenária das Ilhas Åland (que é um território da Finlândia). Ela provavelmente é a pessoa mais velha da história das Ilhas Åland.
Hagman nasceu em 27 de dezembro de 1895 em Saltvik. Seus pais eram Magnus Robert Nordström (nascido em 14 de dezembro de 1859) e Albertina Josefina Öhman (nascida em 2 de novembro de 1864).  Ela teve uma filha, Astrid, aos 22 anos de idade em 1918. Ela teve 3 outros filhos, uma filha e 2 filhos. Anna trabalhou como empregada doméstica.
Anna mudou-se para uma casa de repouso em Saltvik quando tinha 106 ou 107 anos. De acordo com sua filha, Astrid Lundberg (que tinha 87 anos no momento do 110.º aniversário da mãe), seu segredo para viver uma vida longa é a alegria, a positividade e o desejo de trabalhar duro.
Anna Hagman tornou-se a pessoa viva mais velha da Finlândia quando Hilda Häkkinen morreu na véspera de Ano Novo de 2005. Anna faleceu em 18 de abril de 2006 aos 110 anos e 112 dias.

### Andrei Kuznetsoff
Padre Andrei Akaki, nome civil de Andrei Kuznetsov (17 de outubro de 1873 – 30 de janeiro de 1984) foi um monge ortodoxo russo que morreu como a pessoa mais velha dos países nórdicos e o homem mais velho da Finlândia antes de Aarne Arvonen.
Kuznetsov foi ao Mosteiro de Solovetsky na ilha no Mar Branco. Ele começou a trabalhar como palafreneiro, em que ele continuou até os 90 anos. Em 1898, ele foi para o Mosteiro Pechenga de Petsamo, onde ele se tornou um monge em 1913 após 15 anos no mosteiro. Ele tomou o nome de Akaki após o Akathist o Bispo de Malta.
A vida do mosteiro foi interrompida durante a Guerra de Inverno e a Guerra da Continuação e os monges se mudaram em 1942 para o mosteiro de New Valamo em Heinävesi, onde os monges do Mosteiro de Valaam foram transferidos por causa da guerra. O padre Akaki cuidou de cavalos até os 90 anos, quando o mosteiro parou de manter cavalos.
Aos 100 anos, ele ainda podia caminhar até a igreja. Quando Akaki chegou aos 107 anos recebeu uma carta do município de Heinävesi onde foi convidado para a primeira série da escola primária porque o programa de computador cometeu um erro porque não podia reconhecer os séculos um do outro. O erro foi muito engraçado para Akaki. O Padre Akaki morreu em 30 de janeiro de 1984 aos 110 anos e 106 dias na última noite de sua última eucaristia.

#### Data de nascimento não confirmada
Por causa da falta de registros de nascimento do padre Akaki, sua data de nascimento não possui uma fonte confiável.

### Elsa Tilkanen
Elsa Vilhelmiina Tilkanen (26 de setembro de 1896 – 5 de dezembro de 2006) foi uma supercentenária finlandesa que era a pessoa viva mais antiga da Finlândia. Ela se tornou a pessoa viva mais velha da Finlândia em 18 de abril de 2006, após a morte de Anna Hagman.
Tilkanen morreu em 5 de dezembro de 2006, aos 110 anos e 70 dias. Após sua morte, Aarne Arvonen tornou-se a pessoa mais antiga da Finlândia.

### Helvi Kärki
Helvi Kärki (7 de dezembro de 1906 – 23 de janeiro de 2017) foi uma supercentenária finlandesa que atualmente não é verificada pelo Gerontology Research Group (GRG). Ela era a pessoa viva mais velha da Finlândia quando morreu.
Kärki nasceu em 7 de dezembro de 1906 em Erajarvi, Pirkanmaa, na Finlândia. Ela nunca se casou nem teve filhos. A religião era muito importante para ela ao longo de sua vida. Ela se tornou a pessoa viva mais velha da Finlândia em 12 de abril de 2015, após a morte de Selma Tuominen.
Kärki faleceu em Hämeenlinna, Taváscia Própria, na Finlândia em 23 de janeiro de 2017 aos 110 anos e 47 dias. Após sua morte, Helfrid Eriksson tornou-se a pessoa viva mais velha da Finlândia.

### Suoma Korkee
Suoma Korkee (30 de maio de 1886 – 15 de agosto de 1998) foi uma supercentenária finlandesa-americana pendente. Ela era a pessoa mais velha nascida na Finlândia quando morreu.
Suoma Korkee nasceu em 30 de maio de 1886 em Satakunta, na Finlândia, filha de Fihtari Lehtanen e Hanrüka Lehtanen. Ela mudou-se em Massachusetts para os Estados Unidos em 27 de abril de 1907. Em 1920, ela se casou com Sven Alfred Korkee (nascido em 8 de março de 1883). Sua filha, Nina Korkee Pace, morreu em 9 de janeiro de 1998.
Ela morreu em Raynham, Massachusetts, em 1 de agosto de 1998 aos 112 anos e 77 dias. Ela continua a ser a segunda pessoa mais velha nascida na Finlândia e a emigrante mais velha da Finlândia.